# Heterosavia laurifolia
Heterosavia laurifolia är en emblikaväxtart som först beskrevs av August Heinrich Rudolf Grisebach, och fick sitt nu gällande namn av Petra Hoffm.. Heterosavia laurifolia ingår i släktet Heterosavia och familjen emblikaväxter.
Artens utbredningsområde är Kuba.

## Underarter
Arten delas in i följande underarter:
- H. l. intermedia
- H. l. laurifolia